# 渡邉文夫
渡邉 文夫（わたなべ ふみお） は、日本の技術者。元KDDI総合研究所代表取締役会長。元東京工業大学工学院特定教授。
通信技術の研究を行い、文部科学大臣表彰科学技術賞、前島密賞等を受賞した。

## 人物・経歴
1975年東京工業大学工学部電子工学科卒業。1980年東京工業大学大学院電子工学専攻博士課程了、工学博士。同年国際電信電話に入社し、研究所で線型計画法を用いた通信技術研究開発に従事した。1998年KDD研究所取締役。1999年国際電気通信連合無線通信部門 TG8/1 WG5 副議長。2000年KDD IMT-2000推進室長。2001年KDDI無線アクセス技術部長。2006年KDDI理事。2007年UQコミュニケーションズCTO兼務。2013年楽水会会長。2014年KDDI研究所代表取締役会長。2016年KDDI総合研究所代表取締役会長。WiMAX Forum Board of Director、東京工業大学工学院電気電子系特定教授、KDDI常勤顧問（技術戦略担当）、総務省地上業務委員会構成員、KDDI財団理事長、KDDI財団審査委員等も歴任した。

## 受賞
- 1989年インテルサットピエロファンティ国際賞[4][5]
- 1991年電波産業会電波功績賞[4][5]
- 2001年日本ITU協会功績賞[4][5]
- 2007年MCEI Executive Of the Year[4][5]
- 2008年電子情報通信学会フェロー[12]
- 2010年文部科学大臣表彰科学技術賞[4][5]
- 2013年前島密賞[5]